# Cercola
Cercola – miejscowość i gmina we Włoszech, w regionie Kampania, w prowincji Neapol.
Według danych na rok 2004 gminę zamieszkiwały 18 572 osoby, 6190,7 os./km².